# 岸田比呂志
岸田 比呂志（きしだ ひろし、1945年 - ）は、日本の都市計画家で、元横浜市職員。一級建築士、技術士（建設部門）の資格を持つ。

## 来歴
千葉県に生まれる。父は建築家・東京大学教授の岸田日出刀。
1967年に早稲田大学理工学部建築学科を卒業後、東京大学大学院工学系研究科都市工学専攻修士課程に進み、単位取得退学する。
1969年に横浜市に入る。以後、都市計画局南部開発担当部長、横浜市都市計画局都市デザイン室長、横浜市都市計画局理事（都市計画部長兼務）の要職を歴任したその後、株式会社横浜みなとみらい21代表取締役専務となる。
著書に『横浜＝都市計画の実践的手法』（共著、鹿島出版会）、『横浜みなとみらい21にみるプロジェクトマネジメント』（ローソンエンタテインメント）、『安全と再生の都市づくり』（共著、学芸出版社）、『都市づくり戦略とプロジェクト・マネジメント横浜みなとみらい21の挑戦』（学芸出版社、2009年）など。